# Бакстер Спрингс (Канзас)
Бакстер Спрингс (енгл. Baxter Springs) град је у америчкој савезној држави Канзас.

## Демографија
По попису из 2010. године број становника је 4.238, што је 364 (-7,9%) становника мање него 2000. године.
| Група             | 2000.         | 2010.         |
| Белци             | 4.021 (87,4%) | 3.575 (84,4%) |
| Афроамериканци    | 45 (1,0%)     | 33 (0,8%)     |
| Азијати           | 9 (0,2%)      | 16 (0,4%)     |
| Хиспаноамериканци | 60 (1,3%)     | 72 (1,7%)     |
| Укупно            | 4.602         | 4.238         |